# HD50484
HD50484 — хімічно пекулярна зоря спектрального класу A0, що має видиму зоряну величину в смузі V приблизно  8,6.
Вона  розташована на відстані близько 2013,3 світлових років від Сонця.

## Пекулярний хімічний вміст
Зоряна атмосфера HD50484 має підвищений вміст 
Si
.